# Пожарный трактор

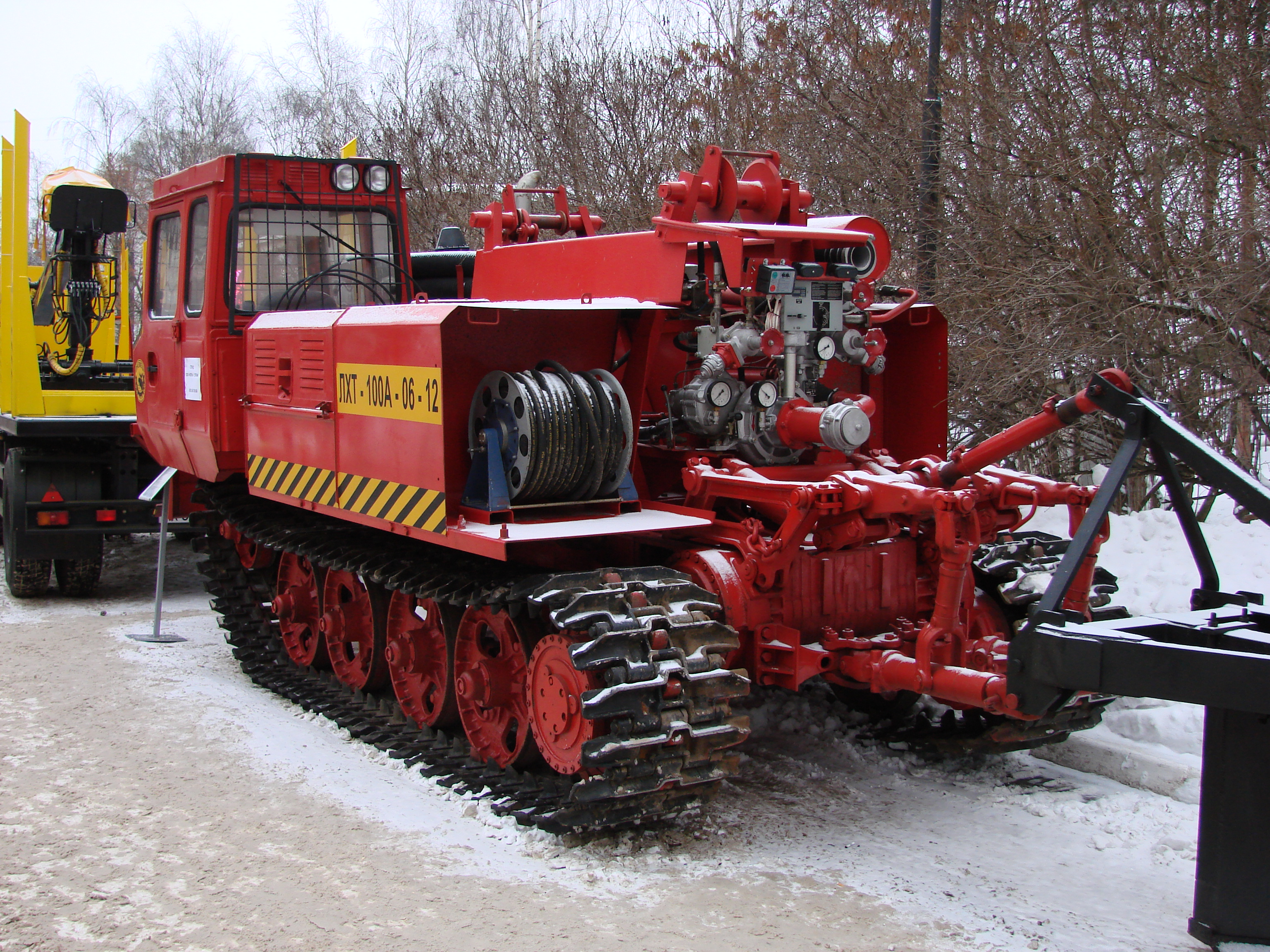
Пожарный трактор ЛХТ-100А

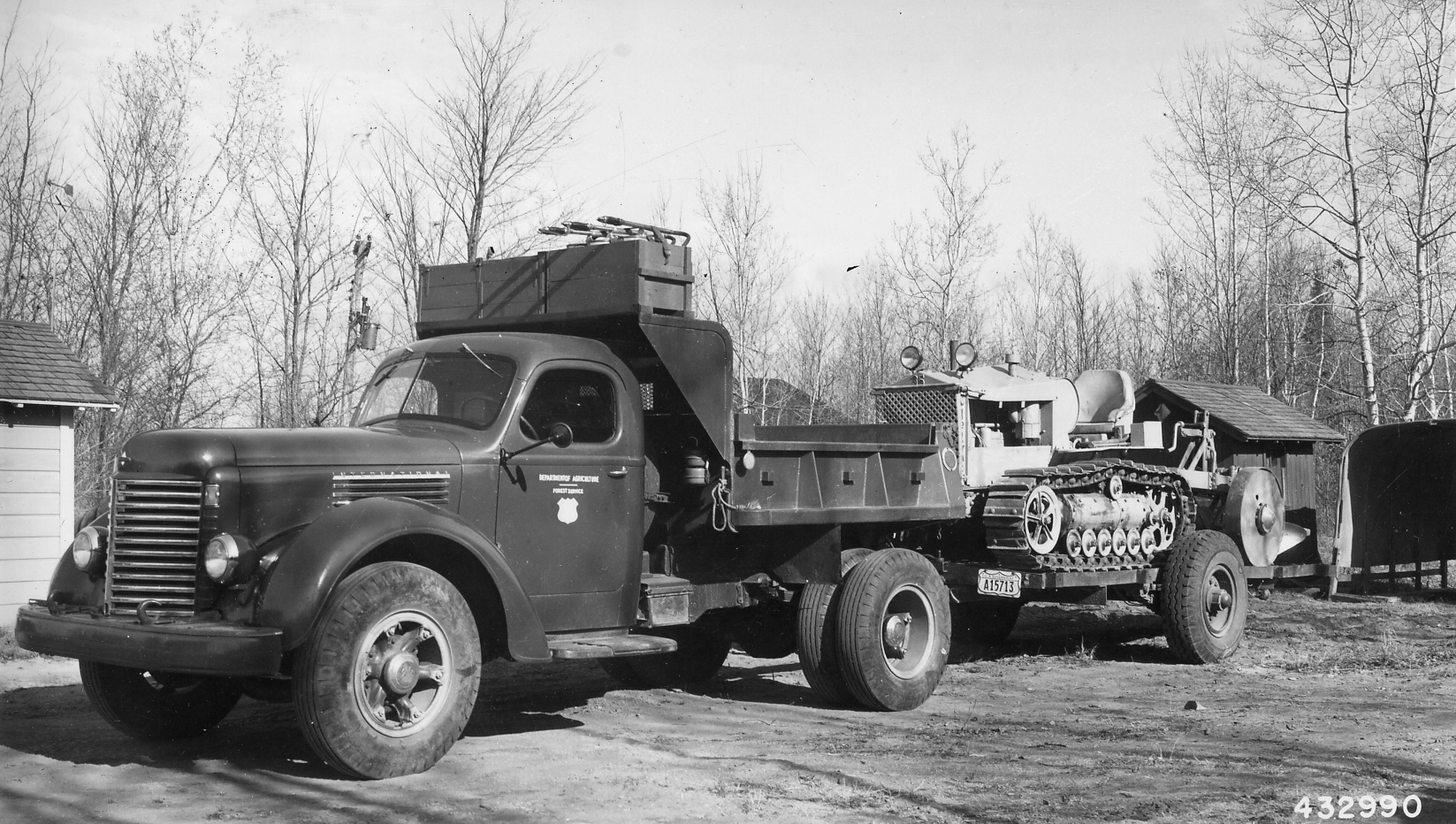
Транспортировка пожарного трактора на автомобильном прицепе

Пожарный трактор — трактор, специально оборудованный для выполнения работ по тушению пожаров. Пожарные тракторы чаще всего используются для локализации и тушения ландшафтных пожаров (лесных, степных) опахиванием горящего участка. Для этого пожарный трактор комплектуется специальным лесопожарным плугом и бульдозерным отвалом. Существуют также тракторные пожарные агрегаты оснащенные пожарным насосом и используемые для доставки к месту пожара прицепной цистерны с водой и пожарно-технического вооружения. Такие агрегаты также применяются для тушения ландшафтных пожаров в местах, где доступ пожарных автомобилей затруднен, а также наряду с пожарными автомобилями в сельских населенных пунктах.
В России и СНГ в качестве пожарных тракторов чаще всего используются специально переоборудованные тракторы МТЗ-82, так как они отличаются достаточно высокой скоростью хода и необходимым для работы с лесопожарным плугом тяговым усилием. Выпускаются также пожарные модификации трелевочных тракторов, например, трактор лесопожарный универсальный на базе ТЛТ-55. Тракторные пожарные агрегаты строятся в основном на базе тракторов МТЗ-82 (с прицепной цистерной ПЦ-2 объемом 2 метра кубических) и Т-150К (с прицепной цистерной объемом до 8 метров кубических).